# Kupahandap
Kupahandap is een bestuurslaag in het regentschap Pandeglang van de provincie Banten, Indonesië. Kupahandap telt 2757 inwoners (volkstelling 2010).